# صوت الجماهير (أغنية)
- كلمات: حسين السيد
- ألحان: محمد عبد الوهاب
- غناء: محمد عبد الوهاب، فايزة أحمد، شادية، فايدة كامل، نجاة الصغيرة، عبد الحليم حافظ

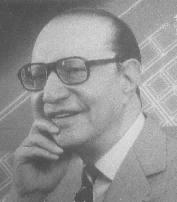
محمد عبد الوهاب

- إنتاج : 1960